# Circonscription de Gabès
La circonscription de Gabès est une ancienne circonscription électorale tunisienne. Elle couvre le territoire du gouvernorat de Gabès.
Le décret-loi no 2022-55 du 15 septembre 2022 la divise en cinq circonscriptions.

## Résultats électoraux
Voici les résultats des élections constituantes tunisiennes de 2011 pour la circonscription ; la liste donne les partis ayant obtenu au moins un siège :
| Parti          | Parti                                                              | Voix    | %     | Sièges |
| -------------- | ------------------------------------------------------------------ | ------- | ----- | ------ |
|                | Ennahdha                                                           | 73 338  | 53,05 | 4      |
|                | Congrès pour la République                                         | 13 776  | 9,97  | 1      |
|                | Liste pour le front national                                       | 7 436   | 5,38  | 1      |
|                | Pétition populaire pour la liberté, la justice et le développement | 7 331   | 5,3   | 1      |
| Inscrits       | Inscrits                                                           | 278 719 | 100   | 7      |
| Votants        | Votants                                                            | 145 977 |       | -      |
| Exprimés       | Exprimés                                                           | 138 239 | 100   | -      |
| Blancs et nuls | Blancs et nuls                                                     | 1 737   |       | -      |

## Représentants

### Constituants
|  | Nom                                   | Parti                                                                                         |
|  | ------------------------------------- | --------------------------------------------------------------------------------------------- |
|  | Jallouli Farès                        | Front national (Néo-Destour)                                                                  |
|  | Abderrahman Majoul                    | Front national (Union tunisienne de l'industrie, du commerce et de l'artisanat)               |
|  | Ahmed Ben Abdelkrim                   | Front national (Union tunisienne de l'industrie, du commerce et de l'artisanat)               |
|  | Abdelaziz Nouri puis Sadok Khalfallah | Front national (Néo-Destour) puis Front national (Union nationale des agriculteurs tunisiens) |
|  | Tahar Debaya                          | Front national (Néo-Destour)                                                                  |

|  | Nom              | Image | Parti                                                                                             |
|  | ---------------- | ----- | ------------------------------------------------------------------------------------------------- |
|  | Habib Khedher    |       | Ennahdha                                                                                          |
|  | Amel Azzouz      |       | Ennahdha                                                                                          |
|  | Abdelkader Kadri |       | Ennahdha                                                                                          |
|  | Dalila Bouain    |       | Ennahdha                                                                                          |
|  | Naoufel Ghribi   |       | Congrès pour la République, Ennahdha puis indépendant                                             |
|  | Foued Thameur    |       | Liste du front national tunisien puis Front national tunisien                                     |
|  | Mouldi Zidi      |       | Pétition populaire pour la liberté, la justice et le développement, Nidaa Tounes puis indépendant |

### Députés
|  | Nom                  | Parti                                                                           |
|  | -------------------- | ------------------------------------------------------------------------------- |
|  | Jallouli Farès       | Front national (Néo-Destour)                                                    |
|  | Mohamed Lasfar Jerad | Front national (Union tunisienne de l'industrie, du commerce et de l'artisanat) |
|  | Ahmed Ben Abdelkrim  | Front national (Union tunisienne de l'industrie, du commerce et de l'artisanat) |
|  | Mohamed Nafti        | Front national (Néo-Destour)                                                    |
|  | Youssef Labbouze     | Front national (Union générale tunisienne du travail)                           |

|  | Nom                     | Parti                       |
|  | ----------------------- | --------------------------- |
|  | Jallouli Farès          | Parti socialiste destourien |
|  | Houcine Maghrebi        | Parti socialiste destourien |
|  | Hédi Ben Ayed           | Parti socialiste destourien |
|  | Mohamed Bouabid Zitouni | Parti socialiste destourien |
|  | Béchir Akremi           | Parti socialiste destourien |

|  | Nom            | Parti                       |
|  | -------------- | --------------------------- |
|  | Jallouli Farès | Parti socialiste destourien |
|  | Ali Marzougui  | Parti socialiste destourien |

|  | Nom                      | Parti                       |
|  | ------------------------ | --------------------------- |
|  | Mohamed Laâroussi Metoui | Parti socialiste destourien |
|  | Houcine Maghrebi         | Parti socialiste destourien |
|  | Mohamed Bouabid Zitouni  | Parti socialiste destourien |

|  | Nom                      | Parti                       |
|  | ------------------------ | --------------------------- |
|  | Jallouli Farès           | Parti socialiste destourien |
|  | Abdelhamid Sassi         | Parti socialiste destourien |
|  | Mohamed Laâroussi Metoui | Parti socialiste destourien |
|  | Béchir Akremi            | Parti socialiste destourien |
|  | Mahmoud Marzougui        | Parti socialiste destourien |

|  | Nom                   | Parti                                                                                         |
|  | --------------------- | --------------------------------------------------------------------------------------------- |
|  | Abdelhamid Sassi      | Parti socialiste destourien                                                                   |
|  | Ferjani Bel Haj Ammar | Parti socialiste destourien et Union tunisienne de l'industrie, du commerce et de l'artisanat |
|  | Mahmoud Marzougui     | Parti socialiste destourien                                                                   |
|  | Béchir Akremi         | Parti socialiste destourien                                                                   |
|  | Hédi Abderrehim       | Parti socialiste destourien                                                                   |
|  | Khemaïs Ben Aissa     | Parti socialiste destourien                                                                   |

|  | Nom                      | Parti                                                 |
|  | ------------------------ | ----------------------------------------------------- |
|  | Mohamed Laâroussi Metoui | Front national (Parti socialiste destourien)          |
|  | Mohamed Lassoued         | Front national (Parti socialiste destourien)          |
|  | Hassen Hammoudia         | Front national (Union générale tunisienne du travail) |
|  | Mahmoud Marzougui        | Front national (Parti socialiste destourien)          |

|  | Nom                  | Parti                                         |
|  | -------------------- | --------------------------------------------- |
|  | Houcine Maghrebi     | Union nationale (Parti socialiste destourien) |
|  | Abdelaziz Ammar      | Union nationale (Parti socialiste destourien) |
|  | Abdelhamid Ben Hmida | Union nationale (Parti socialiste destourien) |
|  | Mohamed Salah Moumni | Union nationale (Parti socialiste destourien) |

|  | Nom                   | Parti                                      |
|  | --------------------- | ------------------------------------------ |
|  | Mohamed Lassoued      | Rassemblement constitutionnel démocratique |
|  | Belgacem Najjar       | Rassemblement constitutionnel démocratique |
|  | Ridha Sghaier         | Rassemblement constitutionnel démocratique |
|  | Mohamed Salah Moumni  | Rassemblement constitutionnel démocratique |
|  | Mohamed Hédi Lakhrech | Rassemblement constitutionnel démocratique |

|  | Nom                  | Parti                                      |
|  | -------------------- | ------------------------------------------ |
|  | Chédli Neffati       | Rassemblement constitutionnel démocratique |
|  | Chedlia Boukhchina   | Rassemblement constitutionnel démocratique |
|  | Abdallah Arroum      | Rassemblement constitutionnel démocratique |
|  | Noureddine Hachaichi | Rassemblement constitutionnel démocratique |
|  | Ahmed Ammar Temimi   | Rassemblement constitutionnel démocratique |

|  | Nom                   | Parti                                      |
|  | --------------------- | ------------------------------------------ |
|  | Chédli Neffati        | Rassemblement constitutionnel démocratique |
|  | Chedlia Boukhchina    | Rassemblement constitutionnel démocratique |
|  | Mohamed Charfeddine   | Rassemblement constitutionnel démocratique |
|  | Hédi Chaïr            | Rassemblement constitutionnel démocratique |
|  | Brahim Bouebdellah    | Rassemblement constitutionnel démocratique |
|  | Abdelaziz Ben Slimane | Union démocratique unioniste               |

|  | Nom                 | Parti                                      |
|  | ------------------- | ------------------------------------------ |
|  | Tahar Messaoudi     | Rassemblement constitutionnel démocratique |
|  | Chedlia Boukhchina  | Rassemblement constitutionnel démocratique |
|  | Hédi Chaîr          | Rassemblement constitutionnel démocratique |
|  | Brahim Faouzi Touil | Rassemblement constitutionnel démocratique |
|  | Ezzedine Smiti      | Rassemblement constitutionnel démocratique |
|  | Aroussi Nalouti     | Mouvement des démocrates socialistes       |
|  | Zouhair Haj Salem   | Parti de l'unité populaire                 |

|  | Nom                | Parti                                      |
|  | ------------------ | ------------------------------------------ |
|  | Tahar Messaoudi    | Rassemblement constitutionnel démocratique |
|  | Raoudha Hamrouni   | Rassemblement constitutionnel démocratique |
|  | Abdelmajid Hafiane | Rassemblement constitutionnel démocratique |
|  | Ezzedine Smiti     | Rassemblement constitutionnel démocratique |
|  | Saïda Nasfi        | Rassemblement constitutionnel démocratique |
|  | Jamel Ben Yahia    | Parti social-libéral                       |
|  | Zouhair Haj Salem  | Parti de l'unité populaire                 |
|  | Khadija Mbazaïa    | Parti des verts pour le progrès            |